# Krimpen aan de Lek
Krimpen aan de Lek est un village dans la commune néerlandaise de Krimpenerwaard, dans la province de la Hollande-Méridionale. Le 1er janvier 2006, le village comptait 6 540 habitants.
Krimpen aan de Lek a été une commune indépendante jusqu'au 1er janvier 1985. À cette date, la commune fusionne avec celle de Lekkerkerk pour former la nouvelle commune de Nederlek.
Krimpen est situé sur le Lek.

## Personnalités liées au village
- Leendert de Ridder, acteur et présentateur néerlandais, y est né.

## Galerie

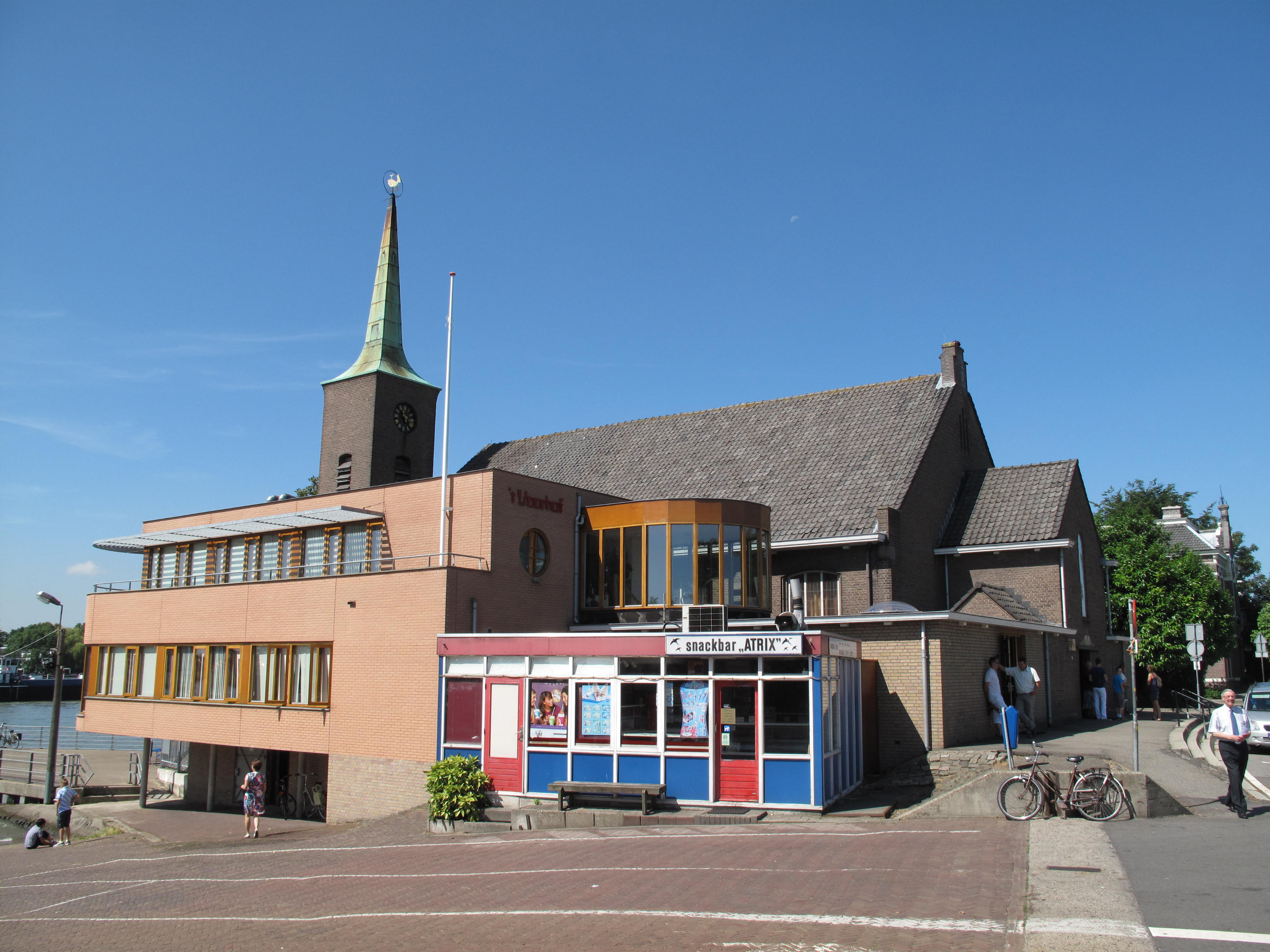
Krimpen ad Lek, église protestante
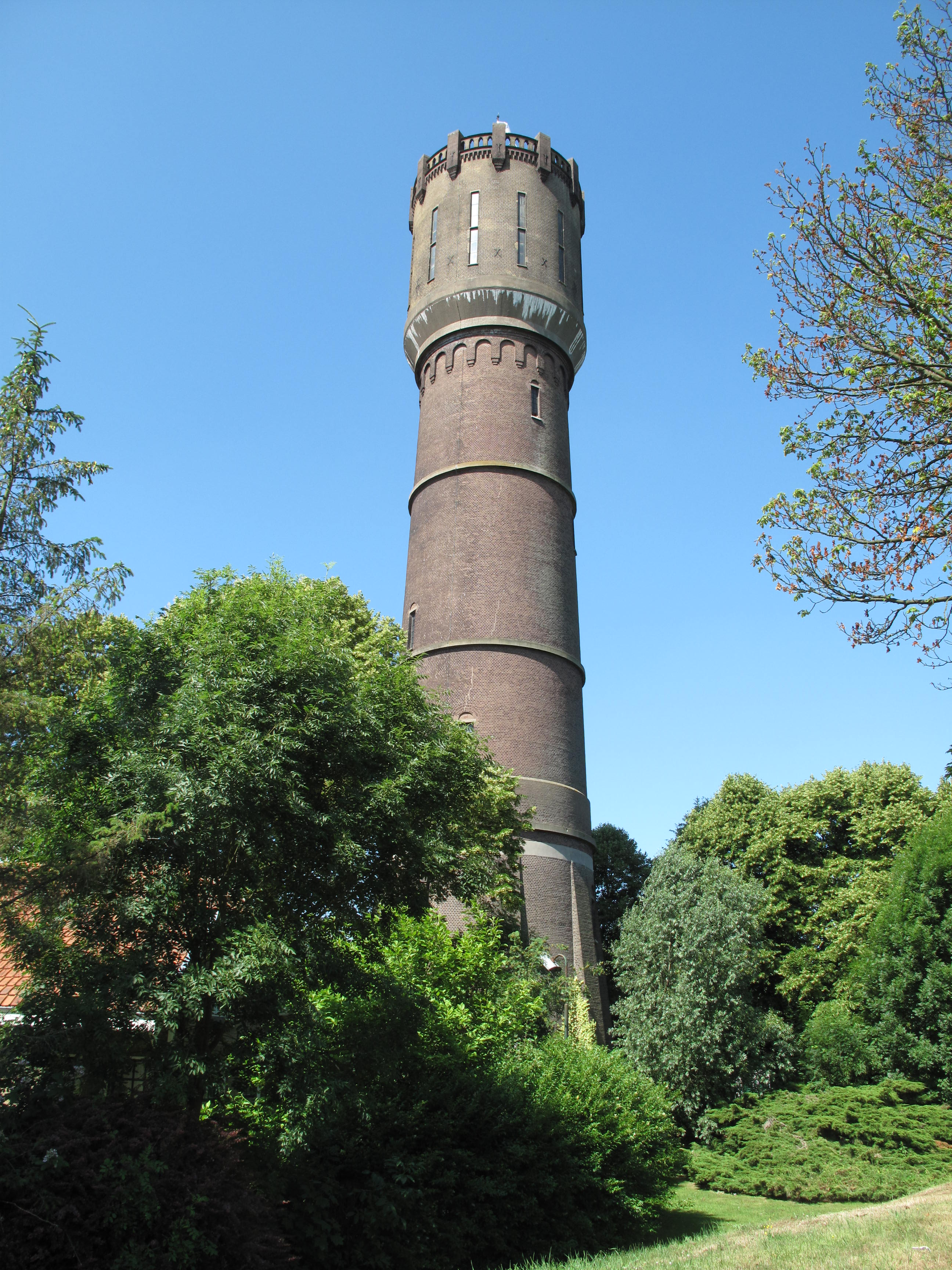
Krimpen ad Lek, château d'eau
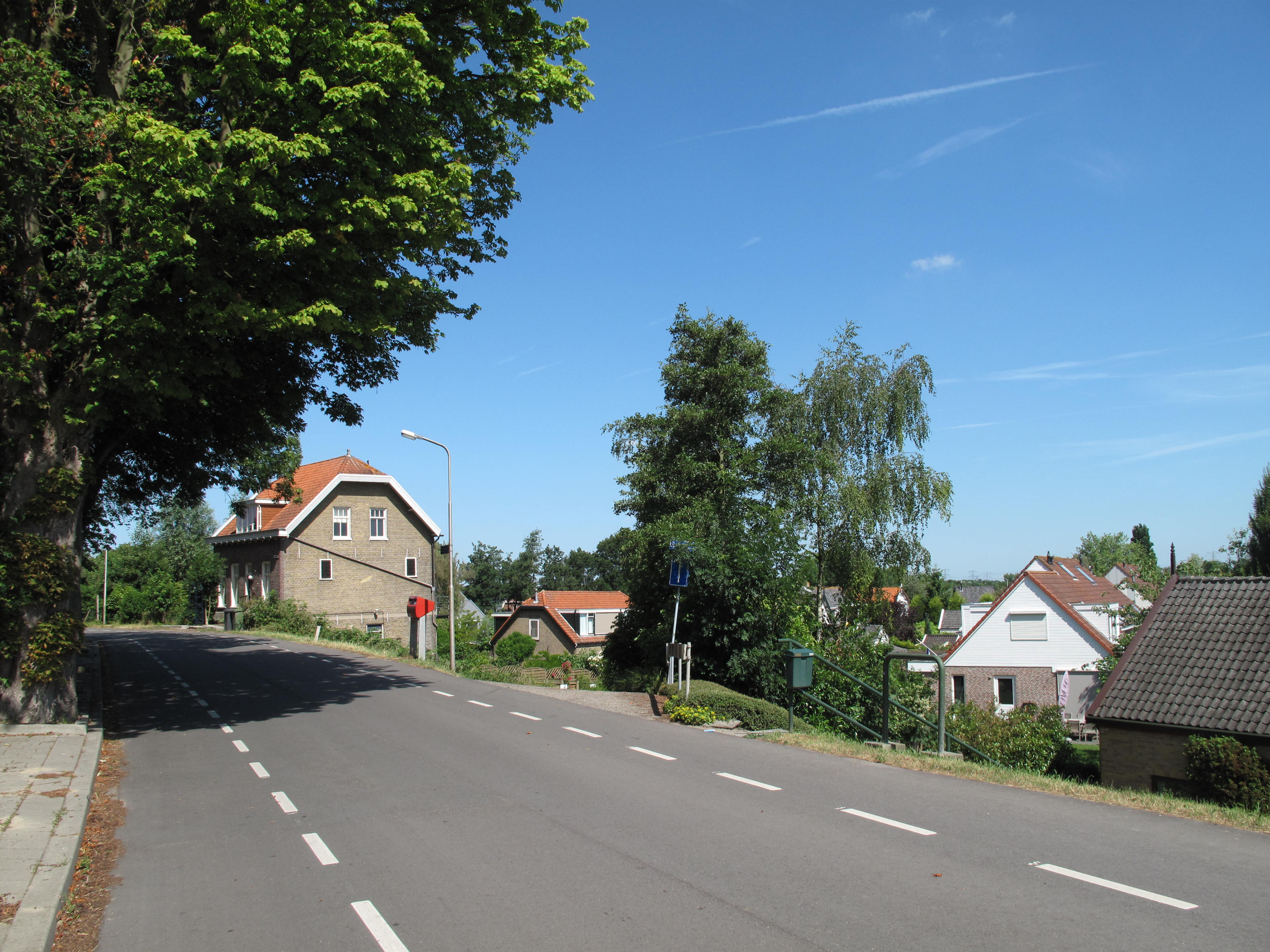
Krimpen ad Lek, vue sur la rue